# Erste Bank Open 2019
Erste Bank Open 500 2019 byl tenisový turnaj pořádaný jako součást mužského okruhu ATP World Tour, který se odehrával na krytých dvorcích s tvrdým povrchem Rebound Ace v komplexu Wiener Stadthalle. Konal se mezi 21. až 27. říjnem 2019 v rakouské metropoli Vídni jako čtyřicátý pátý ročník turnaje.
Turnaj s celkovým rozpočtem 2 433 810 eur patřil do kategorie ATP Tour 500. Nejvýše nasazeným hráčem ve dvouhře se opět stal pátý tenista světa Dominic Thiem z Rakouska. Jako poslední přímý účastník do hlavní singlové soutěže nastoupil 57. hráč žebříčku Kazach Michail Kukuškin.
Šestnáctý singlový titul na okruhu ATP Tour vybojoval 26letý Rakušan Dominic Thiem, který tak poprvé v kariéře vyhrál pátou trofej během jedné sezóny. Druhou společnou trofej ze čtyřhry ATP si odvezl americko-britský pár Rajeev Ram a Joe Salisbury.

## Distribuce bodů a finančních odměn

### Distribuce bodů
| Soutěž  | vítězové | finalisté | semifinalisté | čtvrtfinalisté | 16 v kole | 32 v kole | Q  | Q2 | Q1 |
| ------- | -------- | --------- | ------------- | -------------- | --------- | --------- | -- | -- | -- |
| dvouhra | 500      | 300       | 180           | 90             | 45        | 0         | 20 | 10 | 0  |
| čtyřhra | 500      | 300       | 180           | 90             | 0         | —         | —  | —  | —  |

### Finanční odměny
| Soutěž                   | vítězové  | finalisté | semifinalisté | čtvrtfinalisté | 16 v kole | 32 v kole | Q2      | Q1      |
| ------------------------ | --------- | --------- | ------------- | -------------- | --------- | --------- | ------- | ------- |
| dvouhra                  | 474 295 € | 283 205 € | 120 190 €     | 63 160 €       | 31 570 €  | 17 465 €  | 6 715 € | 3 360 € |
| čtyřhra                  | 149 010 € | 72 950 €  | 36 590 €      | 18 770 €       | 9 700 €   | —         | —       | —       |
| ve čtyřhře částky na pár |           |           |               |                |           |           |         |         |

## Dvouhra

### Nasazení hráčů
| Země                          | Hráč                  | ATP | Nasazení |
| ----------------------------- | --------------------- | --- | -------- |
| Rakousko                      | Dominic Thiem         | 5.  | 1.       |
| Rusko                         | Karen Chačanov        | 8.  | 2.       |
| Itálie                        | Matteo Berrettini     | 11. | 3.       |
| Francie                       | Gaël Monfils          | 13. | 4.       |
| Argentina                     | Diego Schwartzman     | 15. | 5.       |
| Kanada                        | Félix Auger-Aliassime | 17. | 6.       |
| Argentina                     | Guido Pella           | 20. | 7.       |
| Chorvatsko                    | Borna Ćorić           | 22. | 8.       |
| Žebříček ATP k 14. říjnu 2019 |                       |     |          |

### Jiné formy účasti na turnaji
Následující hráči obdrželi divokou kartu do hlavní soutěže:
- Dennis Novak
- Jannik Sinner
- Jo-Wilfried Tsonga

Následující hráč obdržel zvláštní výjimku:
- Adrian Mannarino

Následující hráči postoupili z kvalifikace:
- Aljaž Bedene
- Damir Džumhur
- Márton Fucsovics
- Philipp Kohlschreiber

Následující hráč postoupil z kvalifikace jako tzv. šťastný poražený:
- Alexandr Bublik

### Odhlášení
před začátkem turnaje
- Félix Auger-Aliassime → nahradil jej  Alexandr Bublik
- Juan Martín del Potro → nahradil jej  Andrej Rubljov
- Lucas Pouille → nahradil jej  Pierre-Hugues Herbert
- Nick Kyrgios → nahradil jej  Lorenzo Sonego
- Daniil Medveděv → nahradil jej  Feliciano López
- Kei Nišikori → nahradil jej  Sam Querrey

### Skrečování
- Pablo Carreño Busta (poranění zad)[1]
- Márton Fucsovics (nauzea)[1]

## Čtyřhra

### Nasazení párů
| Země                                                                      | Hráč                  | Země               | Hráč          | ATP | Nasazení |
| ------------------------------------------------------------------------- | --------------------- | ------------------ | ------------- | --- | -------- |
| Polsko                                                                    | Łukasz Kubot          | Brazílie           | Marcelo Melo  | 13. | 1.       |
| Chorvatsko                                                                | Mate Pavić            | Brazílie           | Bruno Soares  | 21. | 2.       |
| Francie                                                                   | Pierre-Hugues Herbert | Francie            | Nicolas Mahut | 27. | 3.       |
| USA                                                                       | Rajeev Ram            | Spojené království | Joe Salisbury | 42. | 4.       |
| Žebříček ATP k 14. říjnu 2019; číslo je součtem postavení obou členů páru |                       |                    |               |     |          |

### Jiné formy účasti
Následující páry obdržely divokou kartu do hlavní soutěže:
- Sebastian Ofner /  Tristan-Samuel Weissborn
- Marcus Daniell /  Philipp Oswald

Následující pár postoupil do čtyřhry z kvalifikace:
- Luke Bambridge /  Ben McLachlan

Následující pár postoupil do čtyřhry z kvalifikace jako tzv. šťastný poražený:
- Frederik Nielsen /  Tim Pütz

### Odhlášení
před začátkem turnaje
- Mate Pavić

## Přehled finále

### Mužská dvouhra
- Dominic Thiem vs.  Diego Schwartzman, 3–6, 6–4, 6–3

### Mužská čtyřhra
- Rajeev Ram /  Joe Salisbury vs.  Łukasz Kubot /  Marcelo Melo, 6–4, 6–7(5–7), [10–5]